# Alcaria da Serra

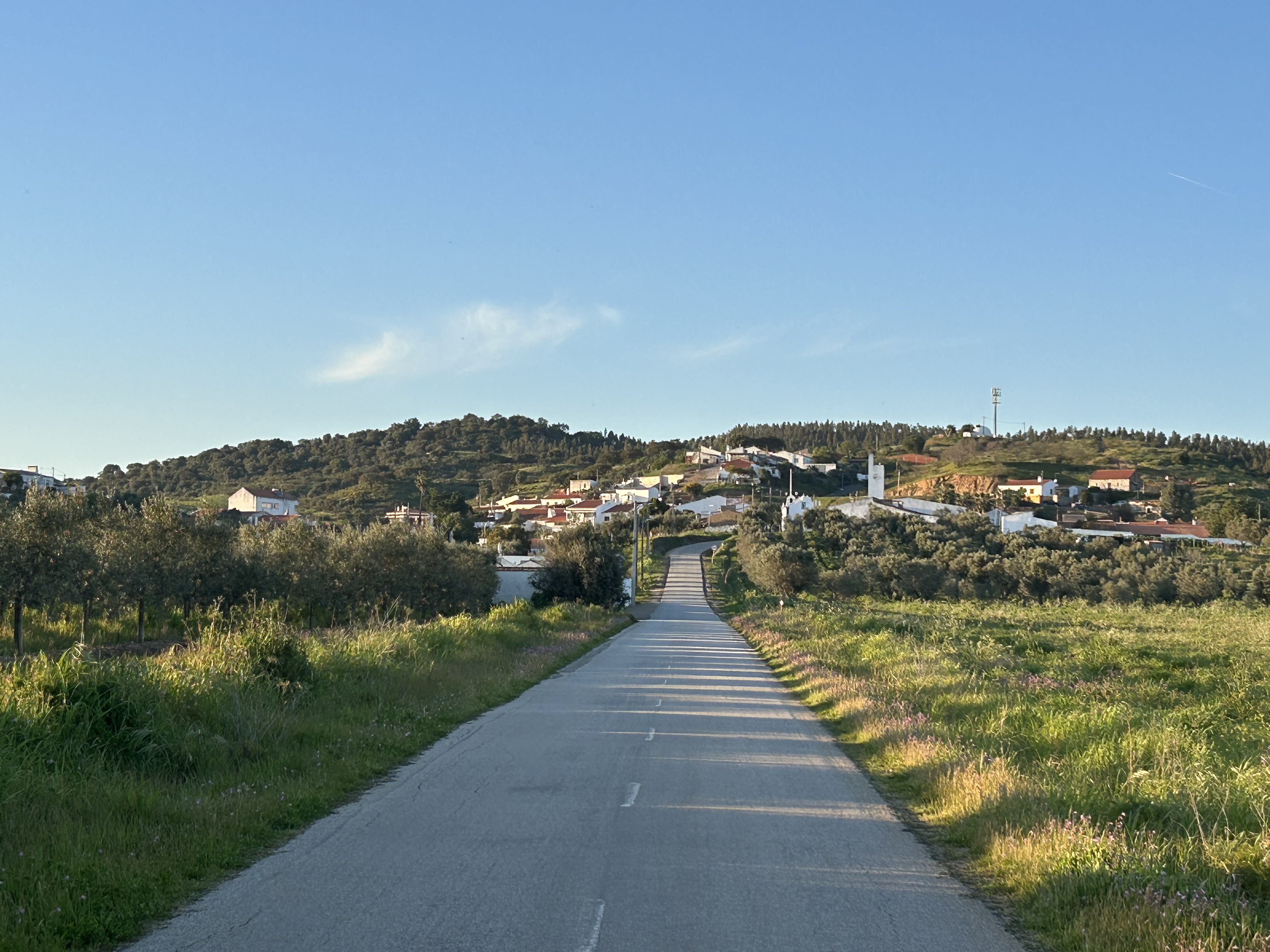
Vista geral de Alcaria da Serra tirada pela sua entrada Sul

Alcaria da Serra é um lugar atualmente pertencente à freguesia de Selmes, concelho da Vidigueira.
Encontra-se a 6 km da sede do concelho, situada na encosta sul da Serra do Mendro é caracterizada pelas suas casas brancas com lista azul ou amarela, típicas da região.
O centro é coroado com um chafariz centenário e tanques comunitários, rodeados de calçada rústica em pedra falhada.
Atualmente com menos de duas centenas de habitantes, este lugar rural vê a sua população aumentar significativamente durante as festas anuais em honra de Nossa Senhora das Relíquias, as quais decorrem no primeiro fim de semana de setembro.